# Robert Everts
Gerhard Robert Everts (* 12. September 1875 in Brüssel; † 30. April 1942 in Brüssel) war ein niederländisch-belgischer Diplomat.
Everts hatte die niederländische Staatsangehörigkeit (sein Vater war Generalkonsul von Holland in Belgien) und bekam die belgische Nationalität 1898. Nach dem Studium, das er mit der Promotion abschloss, trat Everts in den belgischen diplomatischen Dienst ein. 1902 kam er als junger Diplomat nach Mexiko-Stadt, 1906 nach Bukarest, 1909 nach Wien und Paris. 1910 wurde er als belgischer Gesandter für China nach Peking geschickt. Nach dem Ersten Weltkrieg amtierte er ab 1919 in Rom, 1920 Peking, 1924 als belgischer Gesandter für das Deutsche Reich in Berlin und ab 1932 als belgischer Botschafter für Spanien in Madrid. Er galt insbesondere als Kenner Chinas und Südamerikas.
Everts war ab 15. November 1913 mit Alexandra Comnène, Tochter von Angelia Calvocoressi und Ioannis Michoglou, einem griechischen Großkaufmann, verheiratet. Am 6. Mai 1906 wurde ihr von Griechenland erlaubt den Namen ihres Ur-Grossvaters zu verwenden, der ein Prinz von Comnène war.
Am 8. August 1936, zu Beginn des spanischen Bürgerkrieges, war Everts Botschafter in Madrid und begab sich nach Saint-Jean-de-Luz. In Madrid wurde Joseph Berryer Geschäftsträger und in Valencia und Barcelona, Walter Loridan.